# Liebesbriefarchiv

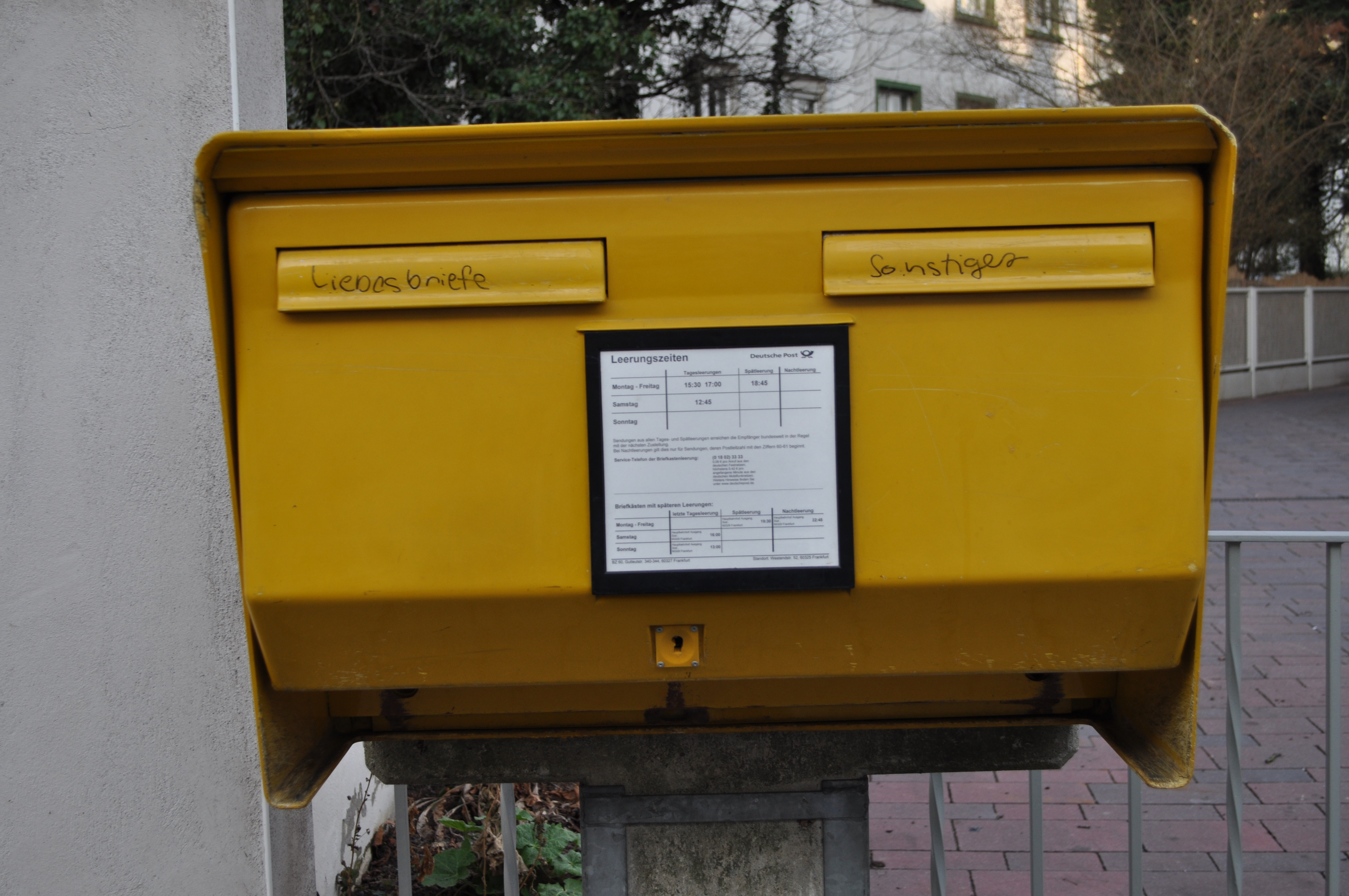
Liebesbrief-Briefkasten, kein Exponat der Sammlung

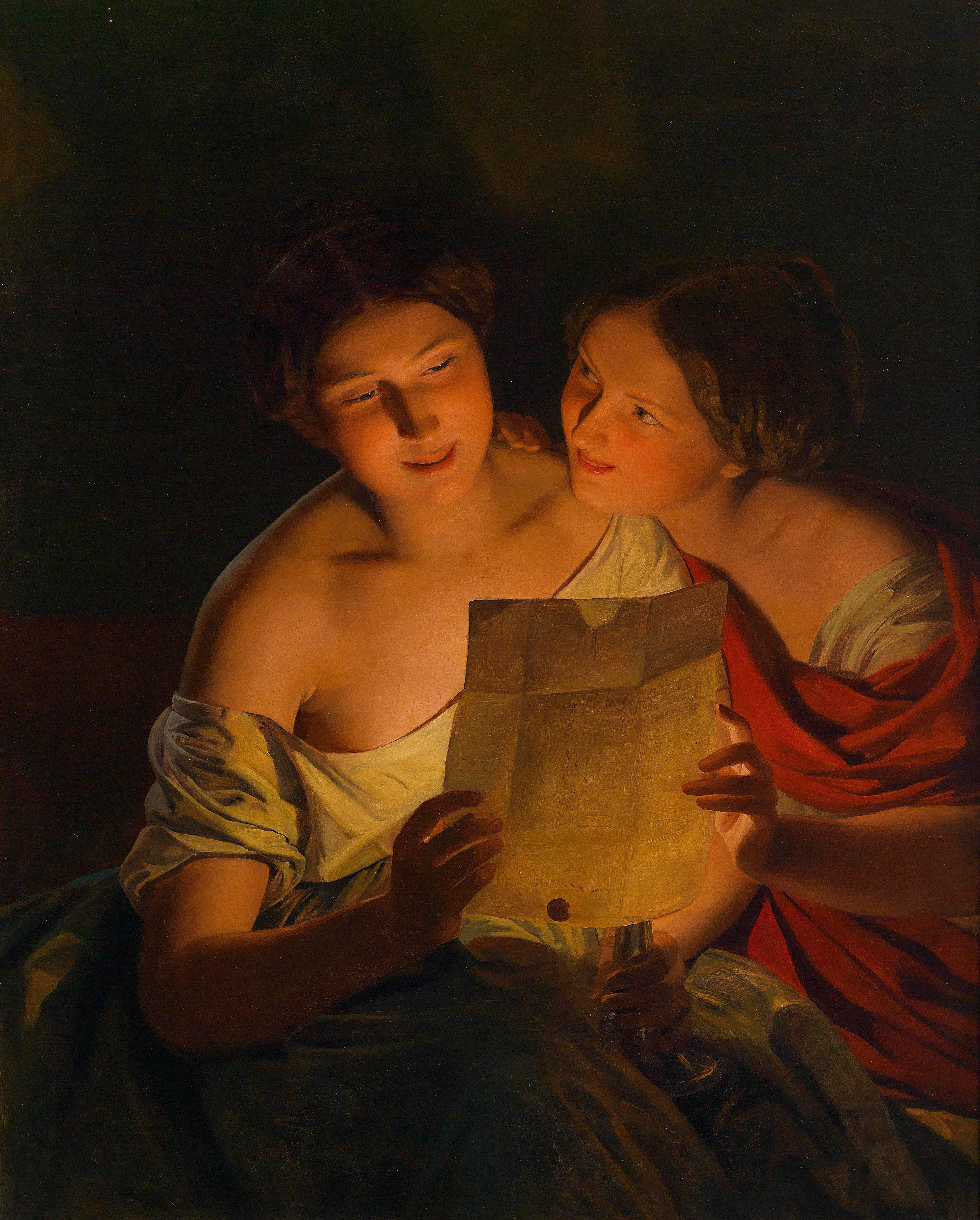
Ferdinand Georg Waldmüller: Der Liebesbrief, 1849

Das Liebesbriefarchiv mit Sitz in Koblenz und Darmstadt sammelt Einzelbriefe, ganze und Teile von Korrespondenzen, sowie digitale und andere Botschaften zwischen Personen aus der gesamten Bevölkerung, die in irgendeiner Art von Liebesbeziehung zueinander stehen.
In einer seit 2014 bestehenden Kooperation mit der Universitäts- und Landesbibliothek, der TU und der Hochschule Darmstadt werden die Liebesbriefe in einer Datenbank erfasst, digitalisiert und die Digitalisate langzeitarchiviert.

## Motivation und Gründung
Die philologische Beschäftigung mit dem Liebesbrief als einer kulturgeschichtlich spannenden Gattung schien sehr einseitig auf historische und veröffentlichte bzw. edierte Briefe fokussiert. So beschäftigt sich die Literaturwissenschaft in der Regel mit Liebesbriefen von Literaten, in der Sprachwissenschaft war der Liebesbrief quasi inexistent bzw. wandte man sich fiktiven Briefen zu. Dies schien Anlass genug, um hier neue Wege zu gehen. 
Ziel der Gründerin Eva Lia Wyss war es, sich als Sprachwissenschaftlerin mit realen Briefen auseinanderzusetzen, also empirische Evidenz zu suchen, um eine größere Forschungslücke zu schließen.
Anfangs schaltete sie Annoncen in Schweizer Tages- und Wochenzeitungen, durch die innerhalb kürzester Zeit über 2500 Briefe gespendet wurden.
Durch ein folgendes Forschungsprojekt am Deutschen Seminar der Universität Zürich konnte die Sammlung systematisiert werden.
Mit dem Ruf an die Universität Koblenz nahm Wyss ihre Sammlung an die Universität Koblenz mit, wo sie im Magazin der Universitätsbibliothek aufbewahrt wird.
Die Sammlung wird laufend erweitert und erschlossen.

## Sammlungsziel
- Fokus auf deutschsprachige Korrespondenz
- primär für sprachwissenschaftliche Forschungen
- Liebesbeziehungen von Schülerliebelei bis Ehe, Scheidung, Tod, als Seitensprünge, unerwiderte Liebe etc.
- Das Archiv möchte somit einen Beitrag zur Bewahrung von Alltagskulturgeschichte leisten.

## Benutzungs- und Recherchemöglichkeiten
- nur für Wissenschaftler und Studenten
- nur unter besonderer Wahrung der Persönlichkeitsrechte der Briefspender und der Korrespondierenden

## Projekte

### Forschungsprojekt zum Aufbau und Systematisierung der Sammlung des LBA
1999–2004 in der Schweiz

### Gruß & Kuss – ein Projekt zur Bürgerbeteiligung
„Gruß & Kuss“ war ein für drei Jahre (April 2021 bis März 2024) vom Bundesministerium für Bildung und Forschung (BMBF) gefördertes Verbundprojekt zwischen der Technischen Universität Darmstadt, der Universität Koblenz-Landau, der Hochschule Darmstadt sowie der Universitäts- und Landesbibliothek Darmstadt. Das als Citizen Science angelegte Projekt möchte in Zusammenarbeit von Wissenschaftlerinnen mit interessierten Bürgerinnen gemeinsam die Liebesbriefe des Liebesbriefarchivs untersuchen, lesen, digitalisieren und erforschen.

## Preise und Auszeichnungen
- 2024 ausgezeichnet mit dem „Kulturpreis Deutsche Sprache“[3]

## Ähnliche Einrichtungen
- Tagebucharchiv
- Das Feldpost-Archiv
- Die Briefsammlungen der Museumsstiftung Post und Telekommunikation